# Art Stations Foundation

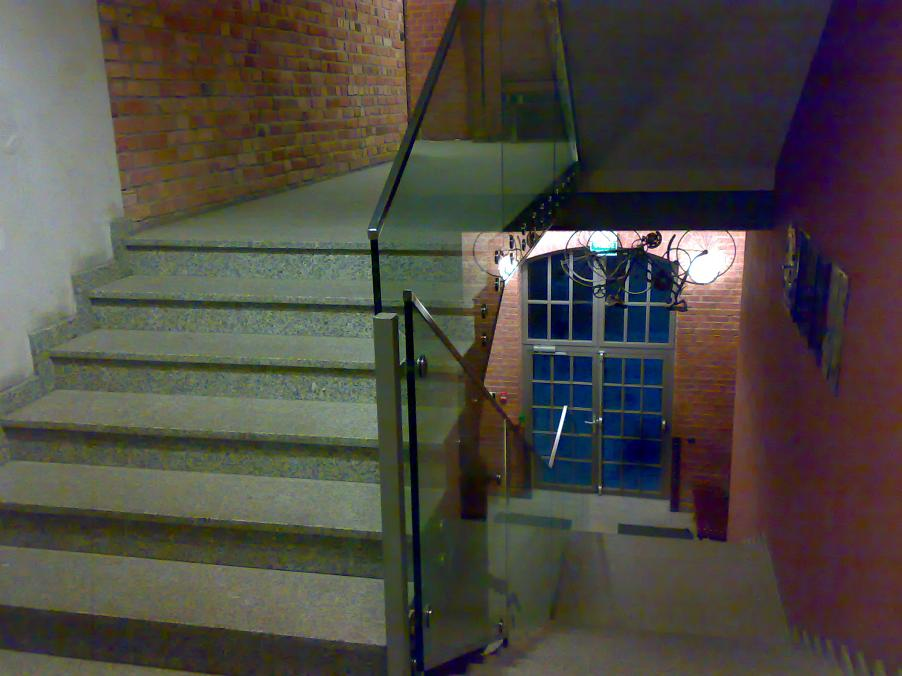
Centrum Handlu, Sztuki i Biznesu Stary Browar - wejście do Art Stations Foundation

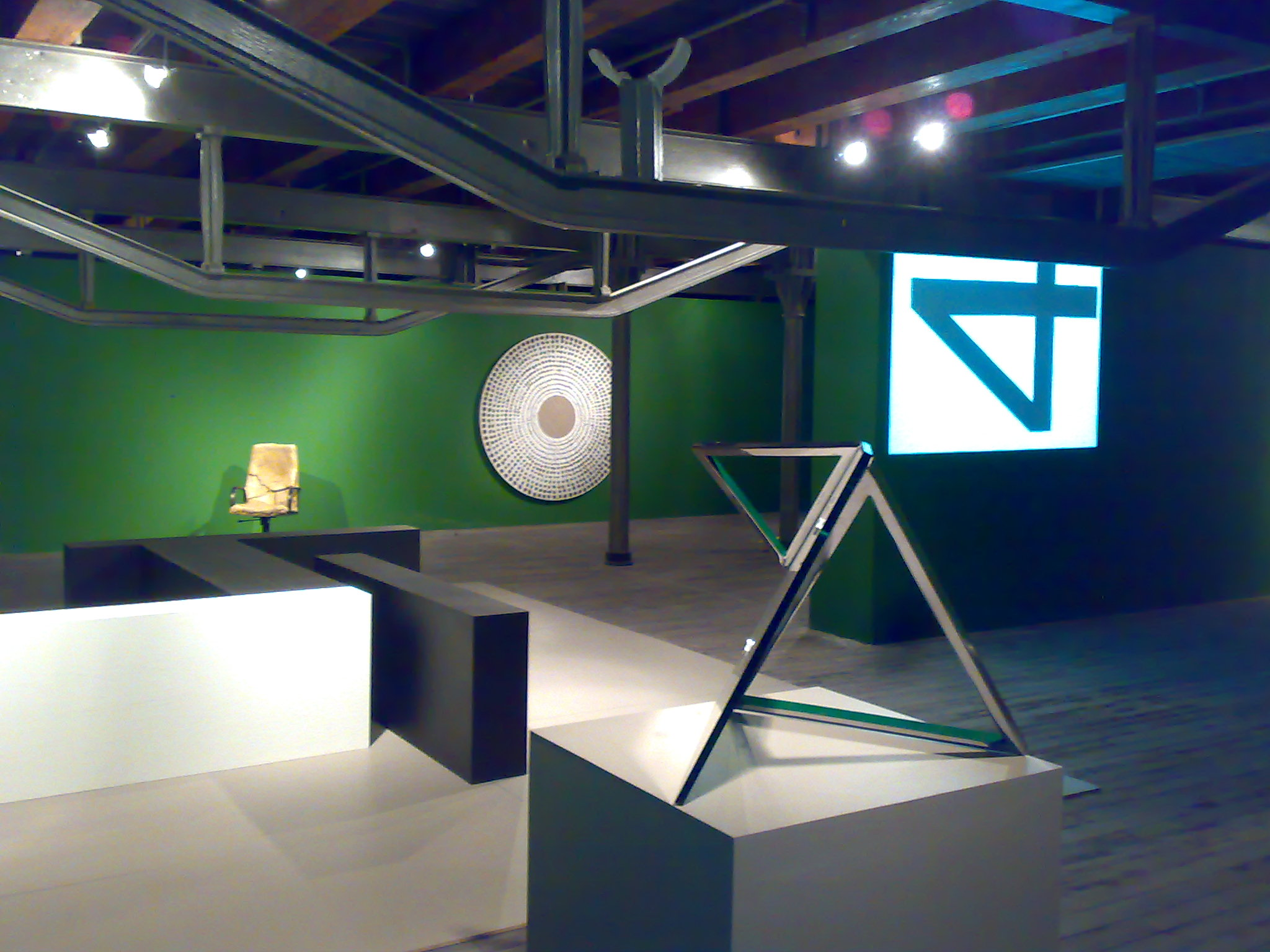
Centrum Handlu, Sztuki i Biznesu Stary Browar - przestrzenie wystawiennicze Fundacji

Art Stations Foundation (dokładnie: Art Stations Foundation by Grażyna Kulczyk) – prywatna fundacja założona przez Grażynę Kulczyk w Poznaniu. Fundacja realizuje dwa główne programy: wystawienniczy oraz performatywny. Prezentowane wystawy przeważnie w przestrzeni Galerii Art Stations zainspirowane są zbiorami z prywatnej Kolekcji Grażyny Kulczyk, a ich istotna część oparta jest na innowacyjnych zestawieniach sztuki współczesnej (zarówno międzynarodowej, jak i polskiej), ilustrujących najnowsze trendy oraz poszukiwania estetyczno-teoretyczne. Dział performatywny realizuje natomiast spektakle i wydarzenia związane z tańcem współczesnym. Siedzibą fundacji jest Centrum Handlu, Sztuki i Biznesu Stary Browar.

## Misja
Misją Art Stations Foundation jest poszerzanie horyzontów i uaktywnianie ludzi młodych, poprzez sztukę. Uwalnianie w nich tego, co w nich najlepsze i, dzięki sztuce, tworzenie społeczeństwa bardziej kreatywnego, świadomego i wrażliwego.

## Cel
Celem Art Stations jest inspirowanie, koordynowanie i finansowanie działań propagujących współczesną kulturę i sztukę oraz wspieranie rozwoju i promocja młodych lokalnych artystów, których prace prezentowane są w towarzystwie uznanych już twórców. Fundacja daje szansę odbiorcy widzieć, doświadczać, uczyć się sztuki poprzez udostępnianie mu prac zarówno uznanych twórców, jak i promowanie młodych oraz edukowanie odbiorcy.

## Idea
Ideą jest stworzenie platformy dialogu wielu pokoleń artystów, konfrontacja uczniów i mistrzów, promowanie najwyższej artystycznej jakości oraz, poprzez pozostawanie jak najbardziej otwartym dla szerokiej publiczności, przerzucanie pomostu między artystą i odbiorcą współczesnej sztuki. Jedną z podstawowych form działalności Fundacji jest kreowanie unikatowych w skali Poznania i kraju wydarzeń artystycznych trwale wpisujących Centrum Handlu, Sztuki i Biznesu Stary Browar na kulturalną mapę Polski.

## Działania
Działania Fundacji skupiają się wokół Dziedzińca Sztuki w Starym Browarze, gdzie w budynkach Galerii i Słodowni prowadzona jest intensywna działalność wystawiennicza (współczesne sztuki plastyczne, fotografia i design), prezentacje działań performatywnych (przedstawienia teatralne i taneczne) oraz projekcje filmowe i koncerty muzyczne.
W 2013 r. w rankingu polskich galerii ze współczesną sztuką tygodnika Polityka galeria Art Stations zajęła 11. miejsce.

## Kontekst
Idea 50 50 jest podstawową osią wszelkich inwestycji Grażyny Kulczyk. Każdy z jej projektów jest wyznaczany w 50% przez sztukę i 50% przez inny pierwiastek, zależnie od specyfiki przedsięwzięcia (np. handel, biznes).